# Шенов скандал
Шенов скандал се односи на каријеру немачког физичара Јана Хендрика Шена (нем. Jan Hendrik Schön; Верден, 1970) који је доведен у сумњу након што је за низ његових открићау вези полупроводника за које је касније откривено да су превара. Ово је довело до тога да се сумња на све остале његове радове. Скандал је изазвао расправу у научној заједници о степену одговорности коаутора, тачности информација и рецензената научних чланака. Дебата усредсређена на то да ли би за откривање намерних превара требало да буде потребна и рецензија, која је традиционално дизајнирана да пронађе грешке и утврди релевантност и оригиналност чланака.

## Биографија
Јан Хендрик Шон је немачки научник, прецизније физичар, који се бавио полупроводницима. Рођен је 1970. године у Немачкој, у Доњој Саксонији. Још од малих ногу је придавао значаја науци, у чему је и трошио највише времена у детињству. Волео је природне науке, пре свега Математику, Хемију и Физику, уз коју се касније и прославио. Докторирао је на Универзитету у Констанцу 1997. Крајем 1997. године запослио се у Белове Лабораторије, смештене у Њу Џерсију, Сједињене Државе. Тамо је радио на електроници у којој су конвенционални полупроводнички елементи (попут силицијума) замењени кристалним органским материјалима. Задатак научника носи своје предности и мане. Бити познат, имати широко признату литературу, бавити се стварима које нас занимају носи и своје ризике, као што су крађе и кршења ауторских права, плагијати, скандали, оптужбе, нетачне хипотезе... Јан Шон је доживео велики скандал 1997. године када је оптужен да је начинио кривично дело преваре. Касније познатије као "Шонов скандал". Пре него што је оптужен, Шон је добио Награду Ото-Клунг-Вебербанк за физику и награду Браунсцвиг 2001. године, као и Награду за изванредног младог истраживача Друштва за истраживање материјала 2002. године. Након оптужбе и скандала обе награде су му одузете. 2001. године наведен је као "просечни аутор" на једном новообјављеном истраживачком раду. Те године објавио је у часопису Натур да је произвео транзистор на молекуларној бази. Шоново поље истраживања била је физика кондензоване материје и нанотехнологија.

## Истраживање
Шон је радио на електроници у којој су конвенционални полупроводнички елементи (попут силицијума) замењени кристалним органским материјалима. Одређени органски материјали могу проводити електричне струје, а у транзистору са ефектом поља та проводљивост се може смањити или потпуно искључити у складу са примењеним напоном, пружајући основну функцију електронског појачала. Шон је, међутим, тврдио да има изванредно понашање при укључивању односно искључивању, далеко изнад било чега што је до сада постигнуто органским материјалима. Његова мерења су у већини случајева потврдила различита теоријска предвиђања, али само теоријска.
На пример: органски материјали се могу направити тако да показују суперпроводљивост или да се користе у ласерима.
Налази су објављени у истакнутим научним публикацијама, укључујући часописе Сајенс (енг. Science) и Нејчр (eнг. Nature), и привукли су пажњу света. Међутим, ниједна истраживачка група нигде на свету није успела да репродукује резултате које је тврдио Шон. 2001. године наведен је као "просечни научник" на једном новообјављеном истраживачком раду. Те године објавио је у часопису Натур да је произвео транзистор на молекуларној скали. Шон је тврдио да је користио танак слој молекула органских боја за састављање електричног кола које се, када је деловало електричном струјом, понашало као транзистор. Импликације његовог рада биле су значајне. То би био почетак пресељења од електронике засноване на силицијуму ка органској електроници. Омогућило би чиповима да се смањују и даље од тачке у којој се силицијум разграђује, и стога наставља Муреов закон много дуже него што је тренутно предвиђено. Такође би драстично смањио трошкове електронике. Кључни елемент Шоновог успешног посматрања различитих физичких појава у органским материјалима био је у поставци транзистора, тачније танком слоју алуминијум-оксида, који је Шон уградио у транзисторе користећи лабораторијске уређаје Универзитета у Констанцу у Немачкој, где је и дипломирао.

## Физика и Хемија
Шон је осим што је био изврстан физичар, био и јако добар познавалац хемијe. Иако сличне науке, Шон је спојио неспојиве делове њихових грана и заједно их удружио ради општег напретка. Идеја о танком слоју алуминијум-оксида је била изузетна, уз техничке недостатке. Теоријски Шонова логика и начин размишљања је био изванредан, али недостајао је доказ свих тих тврђења. Шон је тврдио да је користио танак слој молекула органских боја за састављање електричног кола које се, када је деловало електричном струјом, понашало као транзистор. То би значило престанак рада са силицијумом и почетак органске електронике.

## Истрага
Убрзо након што је Шон објавио свој рад о једно-молекуларним полупроводницима, други из физичке заједнице тврде да његови подаци садрже аномалије. Јулиа Хсу(eng. Julia Hsu) и Лин Ло(eng. Lynn Loo) првобитно су приметиле проблеме са Шоновим списом који описује склоп молекуларних транзистора, покушавајући да патентирају истраживања литографије, схватајући случајно да је Шон дуплирао фигуре. Хсу и Ло су се ослањали на научне исходе Шоновог рада, и покушавали да докажу супротно. Тек 19. априла 2002, када су се Ло и Хсу састали са својим адвокатом Јоном МекКабеом, приметили су дуплиране податке. Лидиа Сох, тада са Универзитета Принстон (енг. Princeton), приметила је да два експеримента изведена на веома различитим температурама имају идентичну буку. Тада су већ кренуле прве шпекулације о томе да експеримент није тачан. Када су уредници Натур-а ово указали Шону, он је тврдио да је два пута случајно доставио исти графикон. Изгледало је као да је Шон свестан своје грешке али као да није то хтео да призна. Паул МекУен са Универзитета Корнел тада је пронашао исту буку у раду који описује трећи експеримент. Више истраживања МекУена, Лин Ло и других физичара открило је низ примера дуплираних података у Шоновом раду. Ово је покренуло низ реакција које су брзо довеле до тога да је Луцент Технологије (која је водила Белове лабораторије) покренула формалну истрагу против Јана Хендрика Шона.
Белове Лабораторије су у мају 2002. године, основали одбор за истрагу против Јана Хендрика Шона, а председавао је Малколм Беасли (енг. Malcolm Beasley) са Универзитета Станфорд, иначе колега физичар. Комитет је добио информације од свих Шонових коаутора и интервјуисао тројицу главних: Зенана Баоа (енг. Zhenan Bao), Бертрам Батлога (енг. Bertram Batlogg) и Кристиана Клоца (енг. Christian Kloc). Након испитивања електронских нацрта спорних чланака, који су укључивали обрађене нумеричке податке, прикупљено је доста сумњивих података. Комитет је затражио копије сирових података, али је утврдио да Шон није водио лабораторијске свеске, што је такође чудно за једног врсног научника. Његове датотеке са необрађеним подацима су избрисане са његовог рачунара. Према Шону, датотеке су избрисане јер је његов рачунар имао ограничен простор на хард диску. Поред тога, сви његови експериментални узорци одбачени су или оштећени без поправке. Чинило се као да је Шон градио причу од лажи како би сачувао свој углед, али док истрага није утврдила пропусте, ове информације су био релевантне.
25. септембра 2002, комитет је јавно објавио свој извештај који је садржао детаље о 24 навода о недоличном понашању. Превише је било доказа против Јана Шона, који је већ тад почео да губи углед код научника а и код пријатеља. Називали су га плагијатором и лошом особом, због лажних тврдњи. Пронашли су доказе о Шеновом научном раду у виду кршењу најмање у 16 закона. Открили су да су читави скупови података поново коришћени у бројним различитим експериментима, где је придошла тужба плагијатизма. Такође су открили да су неки од његових графова, који су наводно направљени на основу експерименталних података, уместо тога произведени помоћу математичких функција.
Шон је био свестан свега, није се бунио нити противречио истрази. Једина ствар која је потресла Шона била је та да су његови чланови тима били ослобођени кршења закона. Сви коаутори (укључујући Бертрама Батлога, који је био шеф тима) ослобођени су свих отпужби, задржали су славу коју су стекли на основу Шона и његових експеримената, а нису сносили ни малу дозу одговорности. То је изазвало широку расправу у научној заједници о томе како кривицу за недолично понашање треба поделити међу коауторима, посебно када деле значајан део заслуга.

## Последице
Шон је признао да су подаци у многим од ових чланака били нетачни. Тврдио је да је до замена могло доћи искреном грешком, иако у научном свету нема толико простора за грешке. Изоставио је неке податке и изјавио да је то учинио да би показао уверљивије доказе за понашање које је приметио. Истраживачи са Универзитета за технологију Делфт и Истраживачког центра Томас Ј. Ватсон (eng. Thomas J. Watson Research Center) од тада су изводили експерименте сличне Шоновом, уз наду да је ипак Шон у праву. Али нису постигли сличне резултате. Чак и пре него што су наводи постали јавни, неколико истраживачких група безуспешно је покушало да репродукује већину његових спектакуларних резултата на пољу физике органских молекуларних материјала. Овим је цела грана молекуларне физике постала климава и многи научници су стрепели од покретања истраге и против њих.
Након овога Шон се вратио у родну Немачку и запослио у инжињерској фирми.

## Коначна одлука
У јуну 2004. Универзитет у Констанцу објавио је саопштење за јавност у којем се наводи да је Шонов докторат опозван због "нечасног понашања". Портпарол Одељења за физику Волфганг Дитерих (nem. Wolfgang Dieterich) назвао је аферу "највећом преваром у физици у последњих 50 година" и рекао да је "кредибилитет науке доведен на лош глас". Шон се жалио на пресуду, али 28. октобра 2009. универзитет ју је подржао. Као одговор, Шон је тужио универзитет и појавио се пред судом да сведочи 23. септембра 2010. Суд је поништио одлуку универзитета 27. септембра 2010. Међутим, у новембру 2010. универзитет је поднео жалбу на пресуду суда. Државни суд је у септембру 2011. пресудио да је универзитет исправно опозвао његов докторат. Савезни управни суд потврдио је одлуку државног суда у јулу 2013. године, а Савезни уставни суд је потврдио у септембру 2014.
У међувремену, у октобру 2004. године, Заједнички одбор ДФГ, Немачка истраживачка фондација (нем. Deutsche Forschungsgemeinschaft) најавио је санкције против њега. Бившем постдокторанту ДФГ-а одузето је његово активно право да гласа на изборима ДФГ-а или да ради у одборима ДФГ-а током осмогодишњег периода. У том периоду Шон такође није могао да буде рецензент нити да конкурише за средства ДФГ-а. Одузели су му многа права, добио је новчану казну која није била превелика, али највећа ствар коју је изгубио јесте поверење колега научника и име научника молекуларне физике. У историји ће остати запамћен овај догађај а он ће надалеко бити уважени научник, али упамћени преварант. Нико није могао да му одузме диплому и његово знање, али име и част је било сасвим довољно за полицију.

### Повучени чланци из часописа:
31. октобра 2002, Сајнц је повукао осам чланака које је написао Сцхон:
1. „Амбиполарни транзистори и претварачи са ефектом поља“ (eng. J. H. Schön; S. Berg; Ch. Kloc; B. Batlogg (2000). "Ambipolar Pentacene Field-Effect Transistors and Inverters").
2. „Суперпроводљиви прекидач са ефектом поља“ (eng. J. H. Schön; Ch. Kloc; R. C. Haddon; B. Batlogg (2000). "A Superconducting Field-Effect Switch")
3. „Фракциони квантни холов ефекат у органским молекуларним полупроводницима“ (eng. J. H. Schön; Ch. Kloc; B. Batlogg (2000). "Fractional Quantum Hall Effect in Organic Molecular Semiconductors").
4. „Органски чврсти ласер за инјекције“ (eng. J. H. Schön; Ch. Kloc; A. Dodabalapur; B. Batlogg (2000). "An Organic Solid State Injection Laser").
5. „Транзистор са ефектом поља који емитује светлост“ (eng. J. H. Schön; Ch. Kloc; B. Batlogg (2000). "A Light-Emitting Field-Effect Transistor").
6. „Џозефсонови спојеви са прилагодљивим слабим везама“ (eng. J. H. Schön; Ch. Kloc; H. Y. Hwang; B. Batlogg (2001). "Josephson Junctions with Tunable Weak Links").
7. „Супер високе температуре у решетки проширеном Ц60“ (eng. J. H. Schön; A. Dodabalapur; Ch. Kloc; B. Batlogg (2001). "High-Temperature Superconductivity in Lattice-Expanded C60").
8. „Модулација проводљивости појединачних молекула са ефектом поља“ (eng. J. H. Schön; Ch. Kloc; A. Dodabalapur; B. Batlogg (2001). "Field-Effect Modulation of the Conductance of Single Molecules").[2]

20. децембра 2002, Физикал Ревију повукао је шест чланака које је написао Шон:
1. „Транспорт рупа у монокристалима пентацена“ (eng. J. H. Schön; Ch. Kloc; B. Batlogg (2001). "Hole transport in pentacene single crystals".)
2. „Електрична својства монокристала крутих конјугованих молекула у облику штапића“ (eng. J. H. Schön; Ch. Kloc; R. Laudise; B. Batlogg (1998). "Electrical properties of single crystals of rigid rodlike conjugated molecules")
3. „Покретни јодни додавачи у органским полупроводницима“ (eng. J. H. Schön; Ch. Kloc; B. Batlogg (2000). "Mobile iodine dopants in organic semiconductors").
4. „Зависност дужине конјугације транспорта наелектрисања у монокристалима олиготиофен“ (eng. J. H. Schön; Ch. Kloc; D. Fichou; B. Batlogg (2001). "Conjugation length dependence of the charge transport in oligothiophene single crystals").
5. „Транспорт на ниским температурама у поликристалним пентаценским пољским транзисторима велике покретљивости“ (eng. J. H. Schön; Ch. Kloc; B. Batlogg (2001). "Low-temperature transport in high-mobility polycrystalline pentacene field-effect transistors").
6. „Универзалнo укрштање од опсега до скакајуће проводљивости у молекуларним органским полупроводницима“ (eng. J. H. Schön; Ch. Kloc; B. Batlogg (2001). "Universal Crossover from Band to Hopping Conduction in Molecular Organic Semiconductors")

5. марта 2003, Натуре је повукла седам чланака које је написао Шон:
1. „Суперпроводљивост у  CaCuO2 као резултат допинга са ефектом поља“ (eng. J. H. Schön; M. Dorget; F. C. Beuran; X. Z. Zu; E. Arushanov; C. Deville Cavellin; M. Laguës (2001). "Superconductivity in CaCuO2 as a result of field-effect doping").
2. „Суперпроводљивост у монокристалима фулерена C70“ (eng. J. H. Schön; Ch. Kloc; T. Siegrist; M. Steigerwald; C. Svensson; B. Batlogg (2001). "Superconductivity in single crystals of the fullerene C70").
3. „Састављени једнослојни органски транзистори са пољским ефектом“ (eng. J. H. Schön; H. Meng; Z. Bao (2001). "Self-assembled monolayer organic field-effect transistors").
4. „Суперпроводљивост индукована капијом у органском полимерном филму обрађеном раствором“ (eng. J. H. Schön; A. Dodabalapur; Z. Bao; Ch. Kloc; O. Schenker; B. Batlogg (2001). "Gate-induced superconductivity in a solution-processed organic polymer film").
5. „Суперпроводљивост на 52К у допираном C60“ (eng. J. H. Schön; Ch. Kloc; B. Batlogg (2000). "Superconductivity at 52 K in hole-doped C60").
6. „Суперпроводљивост у молекуларним кристалима индукована убризгавањем наелектрисања“ (eng. J. H. Schön; Ch. Kloc; B. Batlogg (2000). "Superconductivity in molecular crystals induced by charge injection").
7. „Ефикасне органске фотонапонске диоде на бази допираног пентацена“ (eng. J. H. Schön; Ch. Kloc; E. Bucher; B. Batlogg (2000). "Efficient organic photovoltaic diodes based on doped pentacene").

20. марта 2003, Адванцед Материалс повукли су два члана Сцхона:
1. „Састављени једнослојни транзистори“ (eng. J. H. Schön; H. Meng; Z. Bao (2002). "Self-Assembled Monolayer Transistors").[2]
2. „Суперпроводљивост индукована капијом у монокристалима олигофенилениленилена“ (eng. J. H. Schön; C. Kloc; J. Wildeman; G. Hadziinoannou (2001). "Gate-Induced Superconductivity in Oligophenylenevinylene Single Crystals")

Осим ових повучених чланака постоје још многи који су под истрагом.

## Референцe
1. 1 2  Welle (www.dw.com), Deutsche. „Scandal Rocks Scientific Community | DW | 30.09.2002”. DW.COM (на језику: енглески). Приступљено 2021-04-21.
2. 1 2 3 4
3. 1 2  Welle (www.dw.com), Deutsche. „Scandal Rocks Scientific Community | DW | 30.09.2002”. DW.COM (на језику: енглески). Приступљено 2021-04-21.
4. 1 2  „Архивирана копија”. web.archive.org. Архивирано из оригинала 24. 05. 2014. г. Приступљено 2021-04-21.
5. 1 2  „Lessons from Schon -- the worst physics fraudster?”. phys.org (на језику: енглески). Приступљено 2021-04-21.